# Antoniów (Lipsko)
Pour les articles homonymes, voir Antoniów.
Antoniów (prononciation : [anˈtɔɲuf]) est un village polonais de la gmina de Ciepielów dans le powiat de Lipsko de la voïvodie de Mazovie dans le centre-est de la Pologne.
Il se situe à environ 13 km au sud-ouest de Ciepielów (siège de la gmina), 18 km à l'ouest de Lipsko (siège du powiat) et à 117 km au sud de Varsovie (capitale de la Pologne).

## Histoire
De 1975 à 1998, le village appartenait administrativement à la voïvodie de Radom.